# Port lotniczy Leńsk
Port lotniczy Leńsk (ICAO: UERL) – port lotniczy położony w Leńsku, w Jakucji, w Rosji.

## Linie lotnicze i połączenia
| Linia lotnicza   | Kierunek                           |
| ---------------- | ---------------------------------- |
| Ałrosa           | 1. Irkuck 2. Jakuck 3. Nowosybirsk |
| IrAero           | 1. Irkuck                          |
| Polar Airlines   | 1. Irkuck 2. Jakuck                |
| Yakutia Airlines | 1. Brack 2. Irkuck 3. Jakuck       |